# Acraea guluensis
Acraea guluensis är en fjärilsart som beskrevs av Le Doux 1932. Acraea guluensis ingår i släktet Acraea och familjen praktfjärilar. Inga underarter finns listade i Catalogue of Life.